# Estrela de 1939–1945
A Estrela de 1939–1945 é uma medalha militar instituída pelo Reino Unido em 8 de julho de 1943 para premiar as forças britânicas e as do Commonwealth pelos serviços prestados para a Segunda Guerra Mundial começa. 2 broches são usados na medalha: um para a Batalha da Grã-Bretanha e do Comando de Bombardeiros.

## Medalhas da Segunda Guerra Mundial
Em 8 de julho de 1943, a Estrela de 1939–43 (mais tarde denominada Estrela de 1939–1945) e a Estrela da África se tornaram as duas primeiras estrelas de campanha instituídas e, em maio de 1945, um total de oito estrelas e nove fechos foram estabelecidos pelo Reino Unido para recompensar o serviço de campanha durante a Segunda Guerra Mundial. Mais uma estrela de campanha, a Medalha do Ártico, e mais um broche, o a fita do Comando de Bombardeiro, foram adicionados tardiamente em 26 de fevereiro de 2013, mais de 67 anos após o fim da guerra.
Incluindo a Estrela do Ártico e o fecho do Comando de Bombardeiro, ninguém poderia receber mais do que seis estrelas de campanha, com cinco dos dez colchetes concedidos denotando serviço que se qualificaria para uma segunda estrela. Apenas um fecho poderia ser usado em qualquer estrela de campanha. O máximo de 6 estrelas possíveis são as seguintes:
- Medalha 1939–1945, podendo ser premiado também com a roseta da Batalha da Grã-Bretanha ou do Comando de Bombardeiro.[6]
- Estrela do Atlântico,  Medalha da tripulação aérea europeia ou Estrela França e Alemanha. Aqueles que ganharam mais de um receberam o primeiro qualificado para, com o segundo indicado pelo fecho de fita apropriado.

- Estrela do Ártico.[5]
- A Medalha da África, se premiado, pode ser condecorado com fitas do Norte da África 1942-43, 8º Exército ou 1 ° Exército.[6]
- Estrela do Pacífico ou a Estrela da Birmânia. Aqueles que ganharam ambos receberam o primeiro qualificado para, com o apropriado para representar o segundo.
- A Medalha da Itália.
- Todos os que receberam a Estrela da Campanha também receberam a Medalha de Guerra.

## Criação
A instituição da Estrela de 1939–43 (mais tarde denominada Estrela de 1939–1945) foi anunciada em 8 de julho de 1943 e, em agosto, foi anunciado que as primeiras barras de fita nos uniformes seriam emitidas para o pessoal qualificado no final daquele ano. As medalhas em si não deveriam estar disponíveis antes do fim das hostilidades. Algumas emissões de fitas para as tropas estrangeiras foram atrasadas, mas muitas foram recebidas no final de 1943 e foram usadas pelos destinatários durante o restante da guerra. Em março de 1944, 1.600.000 funcionários receberam barras de fita "Estrela de 1939-1943", com outros prêmios feitos até o final da guerra.
A Estrela de 1939-1945 foi concedido para o serviço operacional entre 3 de setembro de 1939 e 2 de setembro de 1945, e foi a única estrela de campanha que cobriu toda a duração da Segunda Guerra Mundial. Dois fechos foram instituídos para serem usados na fita da medalha, junto com rosetas para serem usadas na barra da fita da medalha para denotar a concessão de um fecho:
A fita da Batalha da Grã-Bretanha foi instituído em 1945 para premiar os membros da tripulação de aeronaves de caça que participaram da Batalha de 10 de julho a 31 de outubro de 1940. Um total de 2.936 aviadores se qualificaram para o broche, representado por uma roseta dourada. Uma roseta prata-dourada, usada na barra de fita, denota a concessão deste fecho. O broche do Comando de Bombardeiros da RAF foi instituído tardiamente em 26 de fevereiro de 2013, para premiação a membros da tripulação aérea em aeronaves que participaram de pelo menos uma surtida operacional em uma unidade operacional do Comando de Bombardeiros da Força Aérea Real entre 3 de setembro de 1939 e 8 de maio de 1945, inclusive. Uma roseta prateada usada na barra de fita denota a concessão deste fecho.

## Critérios gerais
A 1939-1945 foi concedido por períodos específicos de serviço operacional no exterior entre 3 de setembro de 1939 e 8 de maio de 1945 na Europa ou 2 de setembro de 1945 no teatro do Extremo Oriente. Os critérios gerais eram 180 dias de serviço entre essas datas, com critérios mais específicos dependendo do braço de serviço.
- Pessoal da Marinha qualificado após 180 dias flutuando entre certas datas especificadas em áreas de operações, conforme estabelecido nos regulamentos.[1][2][10]
- O pessoal do Exército teve que completar 180 dias de serviço em um comando operacional.[1][2][3][6]
- As tropas aerotransportadas se qualificaram se tivessem participado de quaisquer operações aerotransportadas e tivessem completado 60 dias de serviço em uma unidade totalmente operacional.[3][6]
- Tripulação da Força Aérea qualificada após 60 dias de serviço em uma unidade operacional. unidade, incluindo pelo menos uma surtida operacional. A estrela de 1939 a 1945 também foi concedida a tripulações de aeronaves de transporte que voaram sobre certas rotas específicas. A tripulação de aeronaves de caça engajadas na Batalha da Grã-Bretanha também recebeu uma roseta da Batalha da Grã-Bretanha, enquanto a tripulação de aeronaves de bombardeiro que participou de pelo menos uma surtida operacional em uma unidade operacional do Comando de Bombardeiros recebeu a roseta de Comando de Bombardeiros em 2013.[1][2][3][10]
- Tripulação de terra e outro pessoal da Força Aérea qualificados após a conclusão de 180 dias de serviço em uma área de comando operacional do exército.[1] Pessoal da Marinha Mercante qualificado após a conclusão de 180 dias de serviço com pelo menos uma viagem feita em uma área operacional.[1][2][12]

## Critérios Especiais
O prêmio de uma medalha de galanteria ou menção em despachos qualificou o destinatário para o prêmio da estrela de 1939-1945, independentemente da duração do serviço. O pessoal cujo período de serviço qualificado foi encerrado prematuramente por morte ou deficiência devido ao serviço recebeu esta Estrela.
Além disso, alguns critérios especiais eram aplicados quando, em determinados horários específicos, era necessário apenas um dia de serviço. Estes últimos casos foram ações para as quais uma medalha de campanha mais específica não foi concedida e os regulamentos de premiação previam uma série de operações nas regiões da Europa, Oriente Médio, Teatro do Pacífico, além de países como Índia e Birmânia, nas quais a entrada em serviço operacional para um dia ou parte dele pessoal qualificado para a atribuição da Estrela de 1939–1945. Alguns exemplos notáveis são:
- A Batalha da França na França ou Bélgica de 10 de maio a 19 de junho de 1940.
- A invasão de St Nazaire de 22 a 28 de março de 1942.
- A invasão de Dieppe em 19 de agosto de 1942.
- A Guerra Anglo-Iraquiana no Iraque de 10 de abril a 25 de maio de 1941.
- A conquista japonesa da Birmânia de 22 de fevereiro de 1942 a 15 de maio de 1942.
- A Batalha de Madagascar para tomar o país  controlado pelos franceses de 5 de maio de 1942 a 5 de novembro de 1942.

No caso do pessoal em serviço operacional no final das hostilidades ativas na Europa em 8 de maio de 1945, o período de serviço operacional real para a concessão das medalhas (Medalha do Atlântico, Medalha de Comando Aéreo Europeu, Medalha da Itália e a Medalha da França e Alemanha) foi reduzido para entrada em um teatro de operações e os requisitos de serviço anteriores de seis ou dois meses não se aplicavam. A estrela de 1939-1945, no entanto, não foi concedida em nenhum desses casos em que o serviço operacional real totalizou menos de seis ou dois meses.

## Descrição
O conjunto de nove estrelas de campanha foi desenhado pelos gravadores da Royal Mint. Todas as estrelas têm um suspensório de anel que passa por um ilhó formado acima do ponto mais alto da estrela. Eles são estrelas de seis pontas, marcadas em liga de cobre e zinco amarela para caber em um círculo de 44 milímetros de diâmetro, com uma largura máxima de 38 milímetros e 50 milímetros de altura da ponta inferior da estrela ao topo do ilhó.

### Frente
O anverso tem um desenho central da Royal Cypher "GRI VI", encimado por uma coroa. Um diadema, cujo topo é coberto pela coroa, envolve a cifra e está inscrito "a estrela 1939-1945".

### Nomeação
O Comitê de Honra Britânica decidiu que as medalhas de campanha da Segunda Guerra Mundial concedidas às forças britânicas seriam emitidas sem nome, uma política aplicada por todos, exceto três países da Comunidade Britânica. O nome do destinatário ficou impresso no reverso das estrelas concedidas a índios, sul-africanos e, após uma campanha liderada por organizações veteranas, aos australianos. No caso de sul-africanos e australianos, isso consistia no número da força do destinatário, iniciais e sobrenome em letras maiúsculas, com prêmios aos indianos também mostrando o braço ou corpo de serviço.

### Fechos
Ambos os fechos foram cravados em bronze e têm uma moldura com um rebordo interior que se assemelha ao rebordo perfurado de um selo postal. Eles têm as inscrições "batalha da Grã-Bretanha" e "Comando de Bombardeiros", respectivamente, e foram projetados para serem costurados na fita da medalha. As rosetas, para serem usadas na barra de fita quando as medalhas não são usadas, são uma roseta prata-dourada para a Batalha da Grã-Bretanha e uma roseta prata para o Comando do Bombardeiros.

### Fita
A fita tem 32 milímetros de largura, com faixas de largura igual em azul marinho, vermelho do Exército e azul da Força Aérea, sendo a faixa azul escura representando as Forças Navais e a Marinha Mercante, a faixa vermelha os Exércitos e a faixa azul claro as Forças Aéreas. As faixas de largura igual representam as contribuições iguais dos três braços de serviço para a vitória.
As fitas para esta medalha e a Medalha de Defesa, bem como as das outras estrelas da campanha da Segunda Guerra Mundial, com exceção da Estrela do Ártico, foram criadas pelo  Rei Jorge VI.

## Ordem de Guerra
A ordem de desgaste das estrelas da campanha da Segunda Guerra Mundial foi determinada por suas respectivas datas de início de campanha e pela duração da campanha. Este é o pedido usado, mesmo quando um destinatário se qualificou para eles em uma ordem diferente. A Medalha de Defesa e a Medalha de Guerra são usadas após as estrelas. A Medalha de Serviço Voluntário Canadense é usada após a Medalha de Defesa e antes da Medalha de Guerra, com outras medalhas de guerra da Commonwealth usadas após a Medalha de Guerra.
- Estrela de 1939-1945, de 3 de setembro de 1939 a 2 de setembro de 1945, a duração total da Segunda Guerra Mundial.[6]
- Estrela do Atlântico, de 3 de setembro de 1939 a 8 de maio de 1945, a duração da Batalha do Atlântico e da Guerra na Europa.
- Estrela do Ártico, de 3 de setembro de 1939 a 8 de maio de 1945, a duração dos Comboios do Ártico e da Guerra na Europa.
- Estrela do Comando Aéreo Europeu, de 3 de setembro de 1939 a 5 de junho de 1944, o período até o Dia D menos um.
- Estrela da África, de 10 de junho de 1940 a 12 de maio de 1943, a duração da Campanha do Norte da África.
- Estrela da Pacífico, de 8 de dezembro de 1941 a 2 de setembro de 1945, a duração da Guerra do Pacífico.
- Estrela da Birmânia, de 11 de dezembro de 1941 a 2 de setembro de 1945, a duração da Campanha da Birmânia.
- Estrela da Itália, de 11 de junho de 1943 a 8 de maio de 1945, a duração da Campanha da Itália.
- Estrela da França e Alemanha, de 6 de junho de 1944 a 8 de maio de 1945, a duração da Campanha do Noroeste da Europa.
- Estrela de Defesa, de 3 de setembro de 1939 a 8 de maio de 1945 (2 de setembro mês de 1945 para aqueles que serviram no Extremo Oriente e no Pacífico), a duração da Segunda Guerra Mundial.
- A Medalha de Guerra, de 3 de setembro de 1939 a 2 de setembro de 1945, a duração total da Segunda Guerra Mundial.

A estrela de 1939-1945 é, portanto, usada como mostrado:
- Sucedida pela Estrela de Atlântico.

### África do Sul
Em 6 de abril de 1952, a União da África do Sul instituiu sua própria gama de condecorações e medalhas militares. Esses novos prêmios foram usados antes de todas as condecorações e medalhas britânicas anteriores concedidas aos sul-africanos, com exceção da Cruz Vitória, que ainda tinha precedência antes de todos os outros prêmios. As medalhas da Segunda Guerra Mundial concedidas aos sul-africanos continuaram a ser usadas na ordem mostrada acima, com a Medalha de Serviço da África usada após a Medalha de Guerra.